# IC 2078
IC 2078 ist ein Stern im Sternbild Eridanus. Das Objekt wurde am 9. Dezember 1898 von Guillaume Bigourdan entdeckt und fälschlicherweise in den Index-Katalog aufgenommen.